# Marie Toomey
Marie Toomey Martin, avstralska tenisačica, * 23. oktober 1923, Melbourne, Avstralija, † 29. marec 2014, Perth, Avstralija.
V posamični konkurenci je največji uspeh dosegla leta 1948, ko se je uvrstila v finale turnirja za Prvenstvo Avstralije, kjer jo je v dveh nizih premagala Nancye Wynne Bolton. Na turnirjih za Amatersko prvenstvo Francije se je najdlje uvrstila v prvi krog leta 1958. V konkurenci ženskih dvojic se je z Doris Hart leta 1949 uvrstila v finale turnirja za Prvenstvo Avstralije. V konkurenci mešanih dvojic pa se je najdlje uvrstila v četrtfinale istega leta.

## Finali Grand Slamov

### Posamično (1)

#### Porazi (1)
| Leto | Turnir               | Nasprotnica v finalu | Rezultat finala |
| 1948 | Prvenstvo Avstralije | Nancye Wynne Bolton  | 3–6, 1–6        |

### Ženske dvojice (1)

#### Porazi (1)
| Leto | Turnir               | Partnerica | Nasprotnici v finalu                  | Rezultat finala |
| 1949 | Prvenstvo Avstralije | Doris Hart | Nancye Wynne Bolton Thelma Coyne Long | 1–6, 0–6        |